# Xian Xinghai

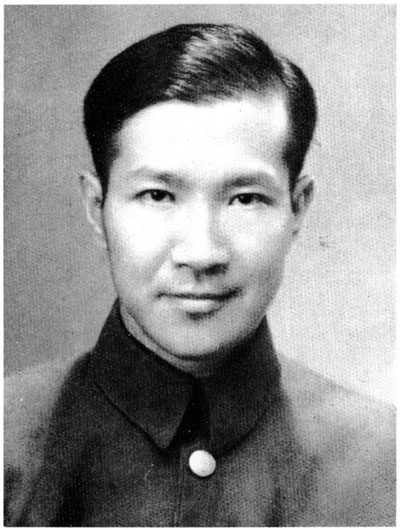
Xian Xinghai

Xian Xinghai (chinesisch 冼星海, Pinyin Xiǎn Xīnghǎi, W.-G. Hsien Hsing-hai, Jyutping Sin2 Sing1hoi2, kantonesisch Sinn Sing Hoi, * 13. Juni 1905 in portugiesisch Macau; † 30. Oktober 1945 in Moskau) war ein chinesischer Komponist.
Xian Xinghai familiäre Wurzeln liegt in Panyu in der südchinesischen Provinz Guangzhou. Als Sohn eines Fischers der Tanka-Minderheit a) und einer Wäscherin geboren, studierte Xian Xinghai Musik in Peking, Shanghai und ab 1930 in Paris (bei Vincent d’Indy und Paul Dukas). 1935 kehrte Xian Xinghai nach China zurück, um gegen die japanische Besatzung zu kämpfen. Er wurde 1939 Mitglied der Kommunistischen Partei. Von 1940 bis zu seinem Tode lebte er in Moskau.
Seine 1939 geschriebene Kantate Der Gelbe Fluss (auf Gedichte von Guang Weiran) gehört zu den populärsten Werken zeitgenössischer chinesischer Musik. Diese Kantate wurde später zum Ausgangspunkt für eine Kollektivkomposition, das Klavierkonzert Der Gelbe Fluss. Xian Xinghai versuchte, wie die meisten chinesischen Komponisten seiner Generation, klassische europäische Musik mit chinesischen Traditionen zu verbinden.

## Anmerkung
- a) Die Tanka (chinesisch 蜑家 / 疍家, Pinyin dànjiā, Jyutping daan6gaa1, auch 蜑民 / 疍民,  dànmín, Jyutping daan6man4 oder ugs. 水上人,  shuǐshàngrén, Jyutping seoi2soeng6jan4) ist eine han-chinesische Minderheit, die historisch über das ganze Jahr auf Booten am Wasser lebt und traditionell in der marine Wirtschaft, wie Fischfang, tätig ist. Die Tanka-Völker leben meist in den südchinesischen Provinzen wie Guangdong, Fujian oder Hainan. Es gibt sie jedoch auch in anderen küstennahen Regionen, wie beispielsweise Zhejiang, Jiangsu oder Taiwan. (Siehe auch Fuzhou Tanka)